# Podněsterská komunistická strana
Podněsterská komunistická strana (rusky: Приднестровская коммунистическая партия) je levicová marxisticko-leninská politická strana působící v Podněsterské moldavské republice. Založena byla v dubnu 2003, podněsterské ministerstvo spravedlnosti ji oficiálně zaregistrovalo v lednu 2004. Strana vystupuje za samostatnost Podněstří, jejím cílem je sociálně spravedlivá společnost. Jako svůj vzor označuje komunistické vedení Číny, je v opozici vůči bloku podněsterského prezidenta I. N. Smirnova. Tiskovým orgánem strany je týdeník Pravda Podněstří. 